# Carretera Federal 17
La Carretera Federal 17 es una carretera mexicana, que recorre el noreste del estado de Sonora, inicia en la ciudad fronteriza de Agua Prieta y termina en Moctezuma, tiene una longitud de 195 km, este tramo es conocido como la "la ruta de la sierra".
Las carreteras federales de México se designan con números impares para rutas norte-sur y con números pares para las rutas este-oeste. Las designaciones numéricas ascienden hacia el Sur de México para las rutas norte-sur y ascienden hacia el Este para las rutas este-oeste. Por lo tanto, la carretera federal 17, debido a que su trayectoria es norte-sur, tiene la designación de número impar, y por estar ubicada en el Noroeste de México le corresponde la designación N° 17.

## Trayectoria

### Sonora
- Agua Prieta - Carretera Federal 2
- Esqueda
- Nacozari de García
- Los Hoyos
- Cumpas
- Moctezuma - Carretera Federal 14